# Footloose: Tanec zakázán
Footloose: Tanec zakázán (v anglickém originále Footloose) je americký muzikálový dramatický taneční film, remake stejnojmenného filmu z roku 1984. Režie se ujal Craig Brewer a na scénáři společně s ním pracoval také Dean Pitchford. Hlavní role hrají Kenny Wormald, Julianne Hough, Miles Teller, Andie MacDowell a Dennis Quaid. Ve Spojených státech a České republice měl premiéru dne 14. října 2011.

## Obsazení
- Kenny Wormald jako Ren McCormack
- Julianne Hough jako Ariel Moore
- Miles Teller jako Willard Hewitt
- Andie MacDowell jako Vi Moore
- Dennis Quaid jako Reverend Shaw Moore
- Ser'Darius Blain jako Woody
- Ziah Colon jako Rusty Rodriguez
- Patrick John Flueger jako Chuck Cranston
- Ray McKinnon jako strýc Wes Warnicker
- Kim Dickens jako teta Lulu Warnicker

## Produkce
V říjnu roku 2008 bylo oznámeno, že film bude režírovat Kenny Ortega, projekt však musel opustit kvůli rozpočtu filmu. Peter Sollett byl najat jako scenárista. V roce 2010 Craig Brewer přepsal scénář po Crawfordovi. Oficiálním scenáristou se nakonec stal Dean Pitchoford.

### Casting
V červenci 2007 byl do role Rena obsazen Zac Efron, ale projekt nakonec v březnu 2009 opustil. O dva měsíce bylo oznámeno, že ho nahradil Chace Crawford, ten však projekt později také opustil. Dne 22. července 2010 bylo oznámeno, že Kenny Wormald si zahraje hlavní roli. Tanečnice soutěže Dancing with the Stars Julianne Hough byla obsazena do hlavní role Ariel. Do role byly zvažovány Amanda Bynes, Miley Cyrus a Hayden Panettiere. Do role reverenda Shawa Moora byl obsazen Dennis Quaid a do role Willarda Hewitta Miles Teller. Do role manželky reverenda Moora byla obsazena Andie MacDowell. Během rozhovoru v show Howarda Sterna herec Kevin Bacon potvrdil, že mu ve filmu byla nabízena cameo role, kterou však odmítl. Měl si zahrát roli Renova otce.

### Natáčení
Film se odehrával ve fiktivním městě Bomont v Georgii. Natáčení bylo zahájeno v září 2010 a bylo ukončeno o dva měsíce později.

## Přijetí

### Tržby
Film vydělal 51,8 milionů dolarů v Severní Americe a 11,7 milionů dolarů v ostatních oblastech, celkově tak vydělal 63,5 milionů dolarů po celém světě. Rozpočet filmu činil 24 milionů dolarů. Za první víkend docílil druhé nejvyšší návštěvnosti, kdy vydělal 15,5 milionů dolarů. Výdělek za první víkend byl slabší než výdělky filmů jako Nežádej svůj poslední tanec (2001, 23,4 milionů dolarů), Let's Dance (2006, 20,7 milionů dolarů), ale stejný jako u filmů Nakládačka (2004, 16,1 milionů dolarů) a Let's Dance 3D (2004, 15,8 milionů dolarů). Původní film Footloose vydělal celosvětově 80 milionů dolarů.

### Recenze
Na recenzní stránce Rotten Tomatoes získal ze 169 započtených recenzí 69 procent s průměrným ratingem 6,1 bodů z deseti. Na serveru Metacritic snímek získal z 35 recenzí 58 bodů ze sta. Na Česko-Slovenské filmové databázi snímek získal 56 procent.